# Montigny-sur-l'Ain
Pour les articles homonymes, voir Montigny.
Montigny-sur-l'Ain est une commune française située dans le département du Jura, la région culturelle et historique de Franche-Comté et la région administrative Bourgogne-Franche-Comté. 
Elle fait partie de la communauté de communes Champagnole Nozeroy Jura.

## Géographie
Montigny-sur-l'Ain appartient à la Combe d'Ain, lieu hautement touristique. Il se situe à quelques kilomètres du lac de Chalain, des cascades du Hérisson et de Champagnole.

### Climat
Pour des articles plus généraux, voir Climat de la Bourgogne-Franche-Comté et Climat du département du Jura.
En 2010, le climat de la commune est de type climat de montagne, selon une étude du Centre national de la recherche scientifique s'appuyant sur une série de données couvrant la période 1971-2000. En 2020, Météo-France publie une typologie des climats de la France métropolitaine dans laquelle la commune est exposée à un climat semi-continental et est dans la région climatique  Jura, caractérisée par une forte pluviométrie en toutes saisons (1 000 à 1 500 mm/an), des hivers rigoureux et un ensoleillement médiocre. 
Pour la période 1971-2000, la température annuelle moyenne est de 9,5 °C, avec une amplitude thermique annuelle de 16,9 °C. Le cumul annuel moyen de précipitations est de 1 598 mm, avec 13 jours de précipitations en janvier et 10,1 jours en juillet. Pour la période 1991-2020, la température moyenne annuelle observée sur la station météorologique de Météo-France la plus proche, « Besain », sur la commune de Besain à 9 km à vol d'oiseau, est de 9,6 °C et le cumul annuel moyen de précipitations est de 1 525,6 mm. 
La température maximale relevée sur cette station est de 39,5 °C, atteinte le 25 juillet 2019 ; la température minimale est de −33 °C, atteinte le 2 janvier 1971,,. 
Les paramètres climatiques de la commune ont été estimés pour le milieu du siècle (2041-2070) selon différents scénarios d'émission de gaz à effet de serre à partir des nouvelles projections climatiques de référence DRIAS-2020. Ils sont consultables sur un site dédié publié par Météo-France en novembre 2022.

## Urbanisme

### Typologie
Au 1er janvier 2024, Montigny-sur-l'Ain est catégorisée commune rurale à habitat dispersé, selon la nouvelle grille communale de densité à sept niveaux définie par l'Insee en 2022.
Elle est située hors unité urbaine. Par ailleurs la commune fait partie de l'aire d'attraction de Champagnole, dont elle est une commune de la couronne,. Cette aire, qui regroupe 43 communes, est catégorisée dans les aires de moins de 50 000 habitants,.

### Occupation des sols
L'occupation des sols de la commune, telle qu'elle ressort de la base de données européenne d’occupation biophysique des sols Corine Land Cover (CLC), est marquée par l'importance des territoires agricoles (63,7 % en 2018), en diminution par rapport à 1990 (68 %). La répartition détaillée en 2018 est la suivante : 
terres arables (55,9 %), forêts (31 %), zones urbanisées (4,5 %), prairies (4,3 %), zones agricoles hétérogènes (3,5 %), milieux à végétation arbustive et/ou herbacée (0,7 %). L'évolution de l’occupation des sols de la commune et de ses infrastructures peut être observée sur les différentes représentations cartographiques du territoire : la carte de Cassini (XVIIIe siècle), la carte d'état-major (1820-1866) et les cartes ou photos aériennes de l'IGN pour la période actuelle (1950 à aujourd'hui).

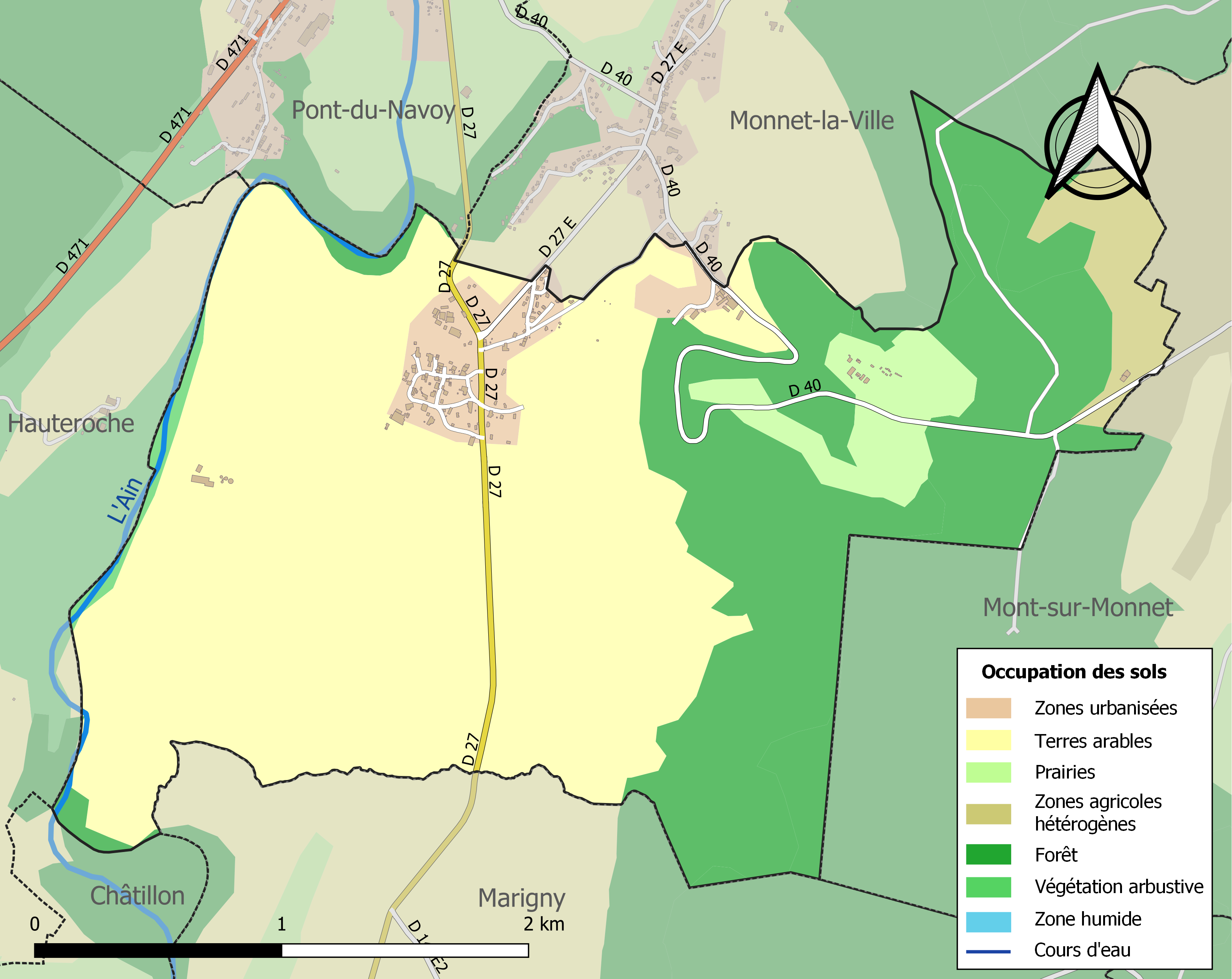
Carte des infrastructures et de l'occupation des sols de la commune en 2018 (CLC).

## Histoire
Château appartenant à la vicomté de Monnet, surveillant autrefois la route du sel. Rasé fin XVe siècle sur ordre de Louis XI. Les ruines, situées sur la commune de Montigny, en sont encore visibles aujourd'hui. Il fut le théâtre d'un siège (mi XVe) organisé par les mercenaires de la guerre de cent ans, nommés Ecorcheurs, auxquels le château résista victorieusement. 
Une église ancienne y fut détruite fin XVIIIe, lors de la Révolution. 
Dès le Moyen Âge, des fabriques à gruyère que l'on nommaient "fruitières" parsemaient les petits villages comme Montigny. Une fruitière existe actuellement au centre de Montigny, non loin de la Mairie, dont les nouveaux locaux s'établirent récemment dans l'ancienne école du village. Une bibliothèque municipale occupe les locaux de l'ancienne mairie depuis deux ans.
L'association Fontaine Noire, du nom de la place principale du village, organise régulièrement des repas, concours divers, bals et sorties. 
Agriculture, chambres d'hôtes ou encore taxis-ambulances comptent parmi les activités de la commune.
Entre 1790 et 1794, Montigny absorbe la commune éphémère de Monnet.

## Politique et administration
| Période | Période  | Identité   | Étiquette | Qualité                      |
| ------- | -------- | ---------- | --------- | ---------------------------- |
| 1996    | En cours | Rémi Hugon | DVD       | Exploitant agricole retraité |

## Démographie
L'évolution du nombre d'habitants est connue à travers les recensements de la population effectués dans la commune depuis 1793. Pour les communes de moins de 10 000 habitants, une enquête de recensement portant sur toute la population est réalisée tous les cinq ans, les populations de référence des années intermédiaires étant quant à elles estimées par interpolation ou extrapolation. Pour la commune, le premier recensement exhaustif entrant dans le cadre du nouveau dispositif a été réalisé en 2007.

En 2022, la commune comptait 214 habitants, en évolution de +9,74 % par rapport à 2016 (Jura : −0,81 %, France hors Mayotte : +2,11 %).
| 1793 | 1800 | 1806 | 1821 | 1831 | 1836 | 1841 | 1846 | 1851 |
| ---- | ---- | ---- | ---- | ---- | ---- | ---- | ---- | ---- |
| 309  | 281  | 271  | 295  | 356  | 361  | 309  | 340  | 365  |

| 1856 | 1861 | 1866 | 1872 | 1876 | 1881 | 1886 | 1891 | 1896 |
| ---- | ---- | ---- | ---- | ---- | ---- | ---- | ---- | ---- |
| 322  | 293  | 283  | 258  | 274  | 259  | 232  | 246  | 223  |

| 1901 | 1906 | 1911 | 1921 | 1926 | 1931 | 1936 | 1946 | 1954 |
| ---- | ---- | ---- | ---- | ---- | ---- | ---- | ---- | ---- |
| 215  | 210  | 217  | 192  | 161  | 174  | 168  | 163  | 157  |

| 1962 | 1968 | 1975 | 1982 | 1990 | 1999 | 2006 | 2007 | 2012 |
| ---- | ---- | ---- | ---- | ---- | ---- | ---- | ---- | ---- |
| 129  | 126  | 135  | 149  | 142  | 179  | 191  | 193  | 185  |

| 2017 | 2022 | - | - | - | - | - | - | - |
| ---- | ---- | - | - | - | - | - | - | - |
| 199  | 214  | - | - | - | - | - | - | - |